# ريس مورغان
ريس مورغان (بالإنجليزية: Rhys Morgan)‏ هو لاعب اتحاد الرغبي بريطاني، ولد في 9 يونيو 1954 في Southerndown ‏ في المملكة المتحدة.